# Richard Bach
Richard Bach (ur. 23 czerwca 1936) – amerykański pisarz, filozof i publicysta. Autor noweli "Mewa". Twierdzi, że jest potomkiem Johanna Sebastiana Bacha w prostej linii.

## Twórczość
- Stranger to the Ground (1963)
- Biplane (1966)
- Nothing by Chance (1969)
- Jonathan Livingston Seagull / Mewa (1970)
- A Gift of Wings (1974)
- There’s No Such Place As Far Away (1976)
- Illusions / Iluzje (1977)
- The Bridge Across Forever / Most przez wieczność (1984)
- One (1988)
- Running from Safety (1994)
- Out of My Mind (1999)
- Flying (2003)
- Messiah’s Handbook (2004)

- The Ferret Chronicles:
  - Air Ferrets Aloft (2002)
  - Rescue Ferrets at Sea (2002)
  - Writer Ferrets: Chasing the Muse (2002)
  - Rancher Ferrets on the Range (2003)
  - The Last War: Detective Ferrets and the Case of the Golden Deed (2003)
  - Curious Lives: Adventures from the Ferret Chronicles
- Zahipnotyzować Marię (2009)